# Vuisternens-en-Ogoz
Pour les articles homonymes, voir Vuisternens.
Vuisternens-en-Ogoz (Vouèthèrnin  en patois fribourgeois) est une localité et une ancienne commune suisse du canton de Fribourg, située dans le district de la Sarine.

## Histoire
Le 1er janvier 2016, elle fusionne avec Corpataux-Magnedens, Farvagny, Le Glèbe et Rossens pour former la nouvelle commune de Gibloux.

## Géographie
Vuisternens-en-Ogoz mesure 619 ha. 7,9% de cette superficie correspond à des surfaces d'habitat ou d'infrastructure, 63,9% à des surfaces agricoles et 28,2% à des surfaces boisées.

## Population et société

### Surnom
Les habitants de Vuisternens-en-Ogoz sont surnommés Lè Predètêre, les Pommes-de-terre en patois fribourgeois, en raison de leur production dont se vantent les habitants.

## Démographie
Vuisternens-en-Ogoz compte 995 habitants en 2023. Sa densité de population atteint 161 hab./km2. 
Le graphique suivant résume l'évolution de la population de Vuisternens-en-Ogoz entre 1850 et 2008 :

## Monuments
L'église paroissiale de Vuisternens-en-Ogoz recèle un grand orgue, œuvre du facteur Johann Konrad Speisegger (construction entre 1749 et 1753) pour la Collégiale de Neuchâtel. Cette dernière s'en sépara pour construire un orgue au goût de l'époque romantique en 1873. Cet orgue baroque fut racheté par Vuisternens ; son buffet comprend 11 compartiments.
Le village compte également sur ses hauteurs une chapelle, dédiée à Notre-Dame de La Salette.

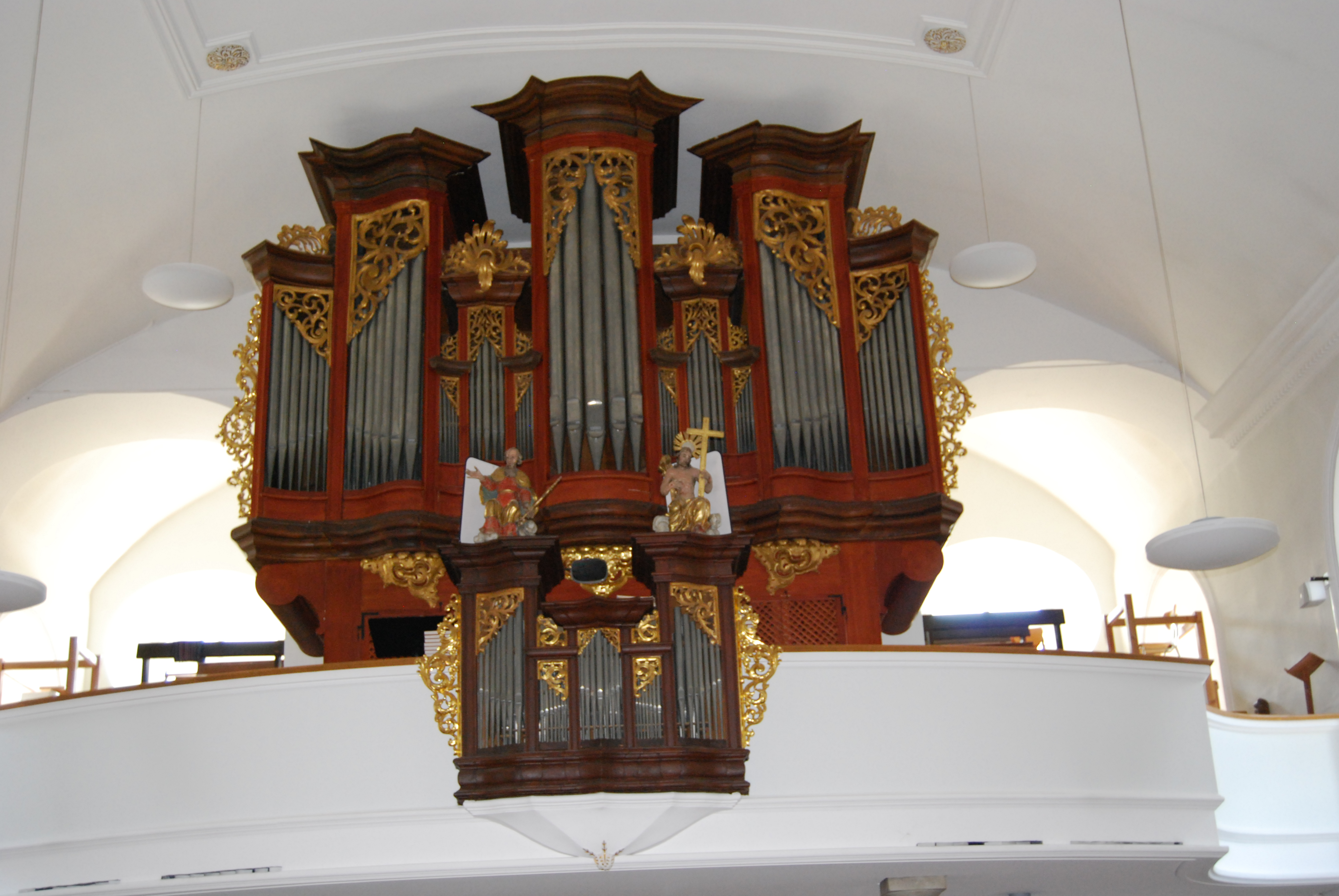
L'orgue de l'église de Vuisternens